# 新扎姆基
新扎姆基 （斯洛伐克語：Nové Zámky；德語：Neuhäus；匈牙利語：Érsekújvár；土耳其語：Uyvar；拉丁語：Novum Castrum）是位於斯洛伐克西南部的一個城市。距斯洛伐克首都布拉迪斯拉發約有100公里。距匈牙利邊境約25公里。
該城年平均溫度為攝氏10度（華氏50度）。最暖的月份為七月，平均約為攝氏20度（華氏68度）。最冷的月份為一月，平均約為零下2度，年平均降雨量為556毫米。